# プレジデント-S

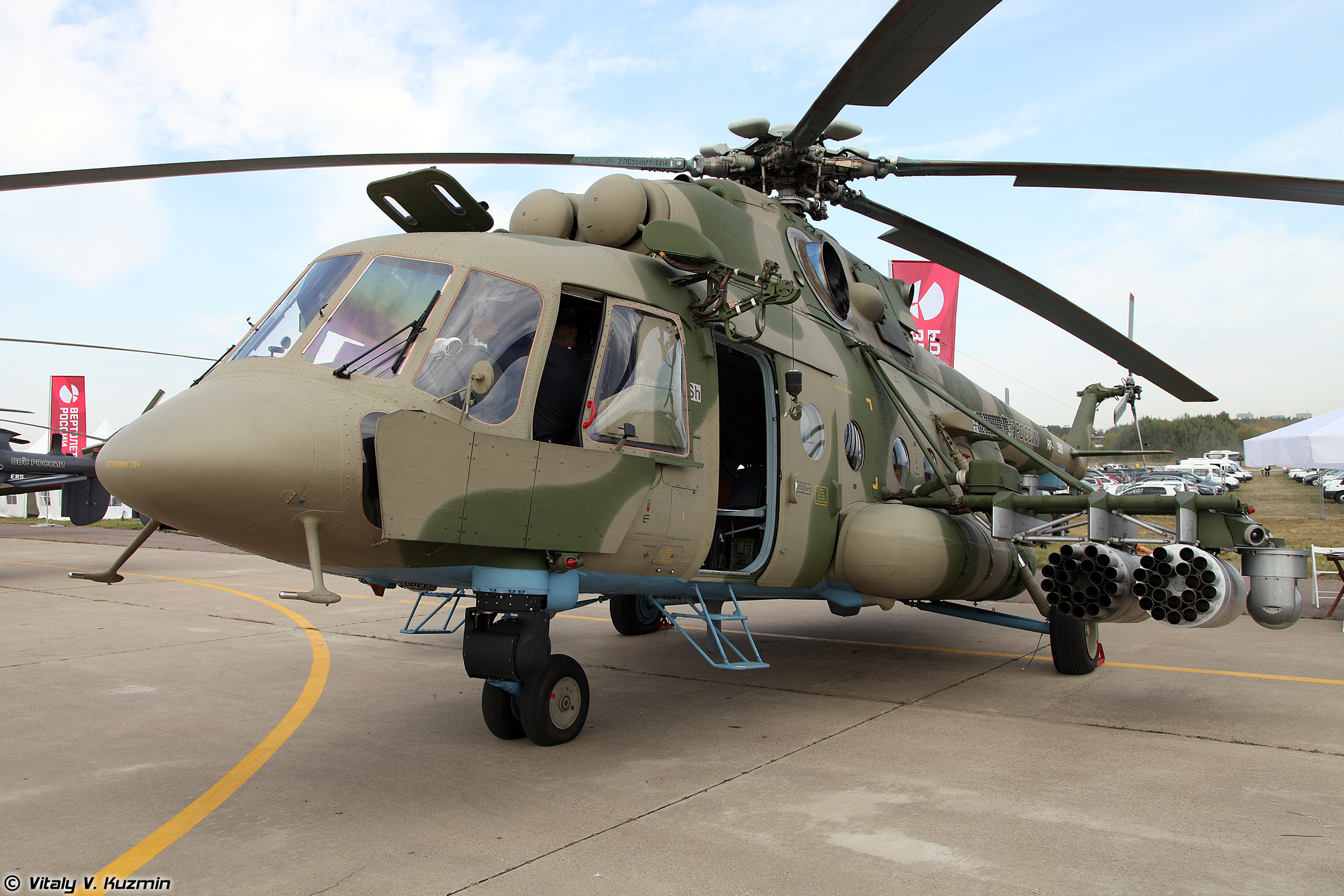
MAKS-2015で展示されたL-370E8「Vitebsk」を搭載したMi-8AMTSh

プレジデント-S（Президент-С） あるいは L-370「Vitebsk」（Л-370 «Витебск» ヴィーツェプスク）はロシアの航空機用アクティブ防護システム。航空機へのレーダーとレーザー照射、誘導ミサイル発射の感知、レーダー発射ミサイル 、赤外線ホーミングヘッドを乗組員に警告するよう設計されている。

## 開発
このシステムは、Concern Radio-Electronic Technologies（Концерн Радиоэлектронные технологии, KRET）によって開発および製造された、民間機および軍用機に設置できる、対空誘導ミサイルおよび空対空ミサイルに対する防護システムである。
開発はサマーラのエクラン科学研究所で行われ、モスクワ科学技術センターReagent、ゼレノグラードのZenitデザイン局、同じくゼレノグラードのNTC Elinsが、さまざまな段階でシステムの開発に参加した。
この防護システムの試作品は、2010年6月にパリで開催されたユーロサトリ 2010で最初に展示された。
Mi-8とKa-50ヘリコプターでテストされた。2015年には、アフトゥビンスク空軍基地でL-370「Vitebsk」を搭載したMi-8を地上に設置し、9K38 イグラ携帯式防空ミサイルシステム20発によりテストされた。全てのミサイルは目標に命中することがなかった。
生産は2015年6月に開始された。

## バリエーション
Vitebsk-25
Su-25ファミリーの攻撃機への搭載用
L-370E8
Mi-8ファミリーのヘリコプター搭載用
L-370E26L
Mi-26ファミリーのヘリコプター搭載用
L-370V52
Ka-52ファミリーのヘリコプター搭載用
L-370E50
Ka-50ヘリコプターへの搭載用
Il-76やイルクート MS-21などの民間機にも搭載可能とされている。

## 運用国
- ロシア - 2015年から、ロシア連邦大統領専用機Il-76やMS-21I、Mi-8AMTSh、Mi-28、Mi-26、Ka-52に搭載。
- エジプト - Mi-17に搭載[4]。

## 参考資料
- プレジデント-Sの動画。2019年1月2日閲覧。